# Mustafa Denizli
Mustafa Denizli (İzmir, 10 november 1949) is een Turkse voetbalcoach, die zelf eveneens actief was als voetballer. Hij beëindigde zijn actieve loopbaan in 1984 bij Galatasaray, waarna hij assistent-coach werd bij de club uit Istanboel.
Hij was trainer van Galatasaray SK evenals van aartsrivaal Fenerbahçe. Met beide clubs werd hij landskampioen.
Met het Turks voetbalelftal gooide hij hoge ogen op het EK 2000 door de kwartfinales te halen. Hier was Portugal met 2–0 te sterk.
Nadat hij in 2007 ontslag nam bij het Iraanse Persepolis werd hij in 2008 aangesteld als trainer bij Beşiktaş JK.
Hij wordt in 2015 trainer van Galatasaray SK nadat de trainer Hamza Hamzaoglu werd ontslagen. Hij stapte zelf op 1 maart 2016 op. Na een periode bij Eskişehirspor en Kasımpaşa was Tractor Sazi FC tot en met december 2019 zijn laatste werkgever.
In 2021 werd hij aangesteld als coach van Altay SK. Hij leidde zijn oude liefde voor het eerst in 18 jaar naar de Süper Lig.
1 Reçber ·
2 Havutçu ·
3 Temizkanoğlu  ·
4 Akyel ·
5 Özalan ·
6 Erdem ·
7 Buruk ·
8 Kerimoğlu ·
9 Şükür ·
10 Yalçın ·
11 Korkut ·
12 Çatkıç ·
13 Özköylü ·
14 Kaya ·
15 Izzet ·
16 Penbe ·
17 Derelioğlu ·
18 Akman ·
19 Ercan ·
20 Ünsal ·
21 Tuncay ·
22 Davala ·
Coach: Denizli